# Matthias Schrör
Matthias Schrör (* 10. August 1979 in Mülheim an der Ruhr) ist ein deutscher Historiker mit dem Schwerpunkt Mittelalterliche Geschichte.
Matthias Schrör studierte Geschichte, Politikwissenschaft und Philosophie an der Heinrich-Heine-Universität Düsseldorf. Zeitweise wurde er dabei vom bischöflichen Cusanuswerk gefördert. Im Jahre 2007/08 wurde er in Düsseldorf bei Johannes Laudage mit einer Arbeit zur mittelalterlichen Papstgeschichte promoviert. Bereits 2006 veröffentlichte Schrör gemeinsam mit Laudage ein Buch mit zentralen Quellen zum Investiturstreit in einer lateinisch-deutschen Ausgabe. Nach dem Tod Laudages übernahm er gemeinsam mit Lars Hageneier die postume Herausgabe der Biographie Friedrich Barbarossas. Nach einem Lehrauftrag an der Ruhr-Universität Bochum 2006 unterrichtete Schrör von 2007 bis 2015 mittelalterliche Geschichte an der Heinrich-Heine-Universität Düsseldorf. Außerdem war er von 2007 bis 2012 Mitglied des von der Deutschen Forschungsgemeinschaft (DFG) geförderten Netzwerks „Zentrum und Peripherie? Das universale Papsttum und die europäischen Regionen im Hochmittelalter“ unter der Leitung von Harald Müller und Jochen Johrendt. Seit 2017 ist Schrör Direktor der Emilie und Hans Stratmans-Stiftung in Geldern.
Der Forschungsschwerpunkt Schrörs liegt auf der Kirchen- und Papstgeschichte des Mittelalters sowie der Geschichte der westfränkischen Karolinger sowie der Salierzeit. In seiner Dissertation befasst er sich mit der päpstlichen Reformbewegung des 11. Jahrhunderts, die die „Struktur der lateinischen Kirche in außergewöhnlichem Maße veränderte“, und analysiert "erstmals monographisch einen in größeren Zusammenhängen schon öfter beobachteten Vorgang, nämlich die massiv abträglichen Folgen, die der Aufstieg des Reformpapsttums für die eigenständige Bedeutung der Metropoliten gehabt hat". Vor diesem Hintergrund fragt er nach den „Konfliktlinien zwischen der älteren Metropolitanstruktur und dem neuen universalen Papsttum“. 2020 edierte er die Schrift De iure metropolitanorum ("Über das Recht der Metropoliten") des Reimser Erzbischofs Hinkmar. Das 876 entstandene Werk, das sich mit zahlreichen kirchenrechtlichen Verweisstellen gegen die Errichtung eines apostolischen Vikariats im Frankenreich wandte, ist nur noch in der 1930 entdeckten Handschrift O II 29 der Basler Universitätsbibliothek aus dem 16. Jahrhundert erhalten. Schrörs Edition wurde 2022 als wichtige Vorarbeit für die noch zu vollendende Ausgabe der Hinkmarbriefe und größeren Briefgutachten angesehen. Er legte 2022 eine Edition der Briefe Karls des Kahlen vor. Vom weit verstreuten und unvollständig lediglich in frühneuzeitlichen Drucken vorliegenden Quellenmaterial identifizierte er 38 Schriftstücke. Darunter wurden für die Ausgabe sieben Schreiben erstmals oder neu ediert. Im Vergleich zur Ausgabe Georges Tessiers konnte er die Gesamtzahl der bekannten Schreiben des westfränkischen Herrschers von 28 auf 38 erhöhen. Gemeinsam mit Isolde Schröder gab Schrör im Auftrag der Monumenta Germaniae Historica den dritten und abschließenden Briefband des Erzbischofs Hinkmar von Reims heraus, der die kritische Edition der Schreiben und Gutachten der Jahre 873 bis 882 sowie Verzeichnisse und Register aller Briefbände Hinkmars enthält und im März 2025 in der Reihe der Epistolae erschienen ist.

## Schriften
Monographien
- Metropolitangewalt und papstgeschichtliche Wende (= Historische Studien. Bd. 494). Matthiesen, Husum 2009, ISBN 978-3-7868-1494-8. (Rezension).

Herausgeberschaften
- mit Johannes Laudage: Der Investiturstreit. Quellen und Materialien. 2. völlig überarbeitete und stark erweiterte Auflage. Böhlau, Köln u. a. 2006, ISBN 3-412-28205-7.
- mit Lars Hageneier: Johannes Laudage, Friedrich Barbarossa. Eine Biographie. Pustet, Regensburg 2009, ISBN 978-3791721675.

Editionen
- mit Isolde Schröder: Die Briefe des Erzbischofs Hinkmars von Reims, Teil 3 (873–882) (= Monumenta Germaniae Historica. Epistolae 8,3), Harrassowitz, Wiesbaden 2025, ISBN 978-3-447-11971-9.
- Die Briefe Karls des Kahlen. Einführung und Edition (= Monumenta Germaniae Historica. Studien und Texte. Bd. 69). Harrassowitz, Wiesbaden 2022, ISBN 978-3-447-11844-6.
- Hinkmar von Reims, De iure metropolitanorum. Studien und Edition (= Libelli Rhenani. Bd. 80). Erzbischöfliche Diözesan- und Dombibliothek mit Bibliothek St. Albertus Magnus, Köln 2020, ISBN 978-3-939160-88-5. (Rezension).